# TVMSport+
TVMSport+ es un canal de televisión público maltés operado por PBS Malta. Se trata de un canal deportivo.

## Historia
El canal inició emisiones el 29 de septiembre de 2022, coincidiendo con el 60º aniversario de TVM.
Antes de que se lanzara el canal, toda la programación deportiva se transmitía en TVM y TVM2 (ahora TVM+). Durante algunos eventos deportivos importantes, TVM2 pasaba a llamarse TVM Sports.

## Eventos
Entre los eventos que emite el canal se encuentran:
- Juegos Olímpicos.
- UEFA Champions League.
- UEFA Nations League.
- UEFA Europa League.
- Fórmula 1.[2]
- UEFA Conference League.
- Copa Mundial de Fútbol.